# Drago Šega
Drago Šega, slovenski literarni zgodovinar, literarni in gledališki kritik, urednik, in dramaturg, * 1. april 1918, Ljubljana, † 2. november 2004, Ljubljana.

### Življenje in delo
Oče mu je bil publicist Rudolf Šega, mati mu je bila Marica (roj. Kordić). Leta 1941 je diplomiral iz slavistike na Filozofski fakulteti v Ljubljani. Med letoma 1942 in 1945 je bil interniran v taborišča Dachau, Gonars in Monigo. Po vrnitvi je deloval med drugim v diplomaciji, novinarstvu in na Akademiji za igralsko umetnost, danes Akademiji za gledališče, radio, film in televizijo. Bil je umetniški vodja Triglav filma ter kulturni ataše v Parizu in Trstu, od leta 1955 pa je služboval kot glavni urednik revije Naša sodobnost. Leta 1964, ko je bilo njeno uredništvo odstavljeno zaradi protesta zoper ukinitev revije Perspektiv, je prišel na Inštitut za slovensko literaturo in literarne vede ZRC SAZU, kjer je delal vse do upokojitve leta 1979. Tu je skrbel za znanstvene izdaje starejših slovstvenih besedil in korespondenc, vodil je zbiranje dokumentacije o slovenskih literarnoteoretičnih terminih in o tujih literarnih avtorjih v slovenski periodiki, sodeloval pa je tudi pri snovanju zbirke Literarni leksikon. Urejal je knjige Severinu Šaliju in Mateju Boru ter pisal spremne besede Jožetu Udoviču in Igorju Torkarju. Po vojni je objavljal sestavke in kritike v največji meri o sodobnih slovenskih in tujih pisateljih, pisal je literarnozgodovinske in teoretične razprave ter gledališke in filmske ocene, katerih izbor je izšel v knjigi Eseji in kritike. V času bivanja v tujini se je ukvarjal s sodobno evropsko literaturo, kritiko in literarno vedo, kar ga je obenem spodbudilo k posredovanju slovenske književnosti tujim bralcem. Za domače in tuje založbe je sestavil več antologij, ki so izšle v Parizu, Beogradu in Varšavi. Najbolj odmevna na Slovenskem je bila velika antologija slovenske poezije Živi Orfej iz leta 1970, v kateri je objavil enega svojih literarnoteoretskih esejev O poeziji, ki je bil prvotno namenjen zbirki Literarni leksikon.
Bil je sourednik južnoslovanskega dela pariškega časopisa Les lettres nouvelles.
Kot dramaturg je sodeloval pri filmih Na svoji zemlji, Kekec, Tri četrtine sonca, Dobri stari pianino, Akcija  in Veselica .

## Izbrana bibliografija

### Monografije
- Eseji in kritike. Ljubljana: Cankarjeva založba, 1966. (COBISS)
- K zgodovini Dramatičnega društva v Ljubljani. Ljubljana: Slovenski glegališki muzej, 1972. (COBISS)
- Troje doslej neznanih Levstikovih pisem. Ljubljana: SAZU, 1976. (COBISS)
- Literarna kritika. Ljubljana: Studia litteraria, 2004. (COBISS)

### Izbrani prevodi
- Louis Guilloux: Angelina. Ljubljana: Cankarjeva založba, 1955. (COBISS)
- Pierre Gascar: Kitajska brez zidu. Ljubljana: Državna založba Slovenije, 1957. (COBISS)
- Jean Cassou: Izgubljeni spomin. Ljubljana: Državna založba Slovenije, 1960. (COBISS)

### Uredniško delo
- Primož Trubar: Slovenska cerkovna ordninga: izbor. Ljubljana: Mladinska knjiga, 1975. (COBISS)

### Izbrani članki in sestavki
- Trije tipološki obrazi literarne kritike. Primerjalna književnost 19/1 (1996). 17–34. (COBISS)